# Ritchie De Laet
Ritchie Ria Alfons De Laet (Antwerpen, 28 november 1988) is een Belgische voormalige voetballer die bij voorkeur als centrale verdediger speelde. Tussen 2007 en 2018 speelde hij voor tien verschillende clubs in Engeland. De verdediger verruilde Aston Villa in 2019 transfervrij voor Royal Antwerp FC, waar hij als clublegende in 2024 zijn laatste wedstrijd speelde. De Laet speelde in 2009 twee interlands voor het Belgisch voetbalelftal.

## Carrière
De Laet begon zijn jeugdopleiding bij KSK Hoboken. In 1998 maakte hij de overstap naar KV Mechelen, waar hij een ploegmaat werd van onder andere Steven Defour. Om logistieke redenen keerde hij een jaar later echter al terug naar Hoboken. Later verhuisde hij naar de jeugd van KFCO Wilrijk, waar hij werd omgeschoold van aanvaller naar middenvelder. Bij zijn volgende jeugdclub, Antwerp FC, werd hij een verdediger.
De Laet stroomde in het seizoen 2006/07 door naar het eerste elftal van Antwerp FC, dat toen in Tweede klasse speelde. In 2007 maakte hij een overstap naar Stoke City, op dat moment nog de ploeg van Carl Hoefkens, maar die maakte die zomer een overstap naar West Bromwich Albion. Daarom scoutte Stoke De Laet om zijn plaats in te nemen. Met deze overgang naar Stoke City was een bedrag gemoeid van ongeveer 300.000 euro of 250.000 Engelse pond. In de zomer van 2008 werd De Laet uitgeleend aan AFC Bournemouth en later aan Wrexham AFC uit Wales. Wegens een hernia kwam hij daarna niet veel aan spelen toe.
In januari 2009 nam Manchester United zijn contract over van Stoke City, en dit voor een half jaar met een optie voor twee jaar extra. Hij zou in het tweede elftal spelen. Door zijn prestaties werd het contract met een jaar verlengd tot jun 2010. Op 24 mei 2009 maakte De Laet zijn debuut in eerste van Manchester United. Hij speelde 79 minuten mee op de laatste speeldag van de Premier League 2008/09, tegen Hull City. Hij maakte zo als eerste Belg ooit speelminuten voor Manchester United. Hij behaalde bovendien zijn eerste zege en clean sheet voor Manchester United. 
Hij raakte echter uiteindelijk niet verder dan 3 wedstrijden in de Premier League en drie in de FA Cup voor Manchester en werd tijdens het seizoen 2010-11 achtereenvolgens aan Sheffield United FC, Preston North End en Portsmouth FC uitgeleend. Het volgende seizoen werd hij dan weer uitgeleend aan Norwich City FC, waarvoor hij tegen Stoke City zijn eerste Premier League-doelpunt scoorde. 
Tijdens de zomer van 2012 werd hij door Leicester City FC overgenomen van Manchester United. Bij deze club lukte het De Laet voor het eerst om een vaste basisspeler te worden. Op drie en een half seizoenen werkte hij 129 wedstrijden af en scoorde hij 5 doelpunten. Halverwege het seizoen 2015-2016 werd hij uitgeleend aan Middlesbrough FC. Hoewel hij in januari 2016 werd uitgeleend aan Middlesbrough, had hij al voldoende wedstrijden gespeeld voor Leicester om in aanmerking te komen voor een kampioensmedaille in de Premier League.
Na afloop van het seizoen verruilde hij Leicester voor Aston Villa FC. Op anderhalf seizoen kwam hij echter slechts in 12 wedstrijden in actie en hij werd voor de tweede helft van het seizoen 2017-18 uitgeleend aan Antwerp FC. Tijdens het seizoen daarop werd hij na slechts twee wedstrijden voor Aston Villa, in de FA Cup, opnieuw uitgeleend in het najaar. Dit keer aan het Australische Melbourne City FC. 
Vanaf het seizoen 2019/20 tot aan het seizoen 2023/24 stond De Laet opnieuw vast onder contract bij Antwerp FC. In 2023 won hij met de Great Old de dubbel: landskampioen in de eerste klasse en de Beker van België. Medio 2024 stopte de verdediger met voetballen en bleef hij bij Antwerp nog een half jaar aan de slag als jeugdtrainer.

## Clubstatistieken
| Seizoen | Club                | Land               | Competitie         | Competitie | Competitie | Competitie | Beker | Beker | Beker | Internationaal | Internationaal | Internationaal | Totaal | Totaal | Totaal |
| Seizoen | Club                | Land               | Competitie         | Wed.       | Dlp.       | Ass.       | Wed.  | Dlp.  | Ass.  | Wed.           | Dlp.           | Ass.           | Wed.   | Dlp.   | Ass.   |
| ------- | ------------------- | ------------------ | ------------------ | ---------- | ---------- | ---------- | ----- | ----- | ----- | -------------- | -------------- | -------------- | ------ | ------ | ------ |
| 2006/07 | Royal Antwerp FC    | Vlag van België    | Tweede Klasse      | 3          | 0          | 0          | 0     | 0     | 0     | —              | —              | —              | 3      | 0      | 0      |
| 2007/08 | Royal Antwerp FC    | Vlag van België    | Tweede Klasse      | 1          | 0          | 0          | 0     | 0     | 0     | —              | —              | —              | 1      | 0      | 0      |
| 2007/08 | Stoke City          | Vlag van Engeland  | Championship       | 0          | 0          | 0          | 0     | 0     | 0     | —              | —              | —              | 0      | 0      | 0      |
| 2008/09 | → Wrexham           | Vlag van Engeland  | National League    | 3          | 0          | 0          | 0     | 0     | 0     | —              | —              | —              | 3      | 0      | 0      |
| 2008/09 | Manchester United   | Vlag van Engeland  | Premier League     | 1          | 0          | 0          | 0     | 0     | 0     | 0              | 0              | 0              | 1      | 0      | 0      |
| 2009/10 | Manchester United   | Vlag van Engeland  | Premier League     | 2          | 0          | 0          | 3     | 0     | 0     | 0              | 0              | 0              | 5      | 0      | 0      |
| 2010/11 | → Sheffield United  | Vlag van Engeland  | Championship       | 6          | 0          | 0          | 0     | 0     | 0     | —              | —              | —              | 6      | 0      | 0      |
| 2010/11 | → Preston North End | Vlag van Engeland  | Championship       | 5          | 0          | 0          | 0     | 0     | 0     | —              | —              | —              | 5      | 0      | 0      |
| 2010/11 | → Portsmouth        | Vlag van Engeland  | Championship       | 22         | 0          | 0          | 0     | 0     | 0     | —              | —              | —              | 22     | 0      | 0      |
| 2011/12 | → Norwich City      | Vlag van Engeland  | Premier League     | 6          | 1          | 0          | 1     | 0     | 0     | —              | —              | —              | 7      | 1      | 0      |
| 2012/13 | Leicester City      | Vlag van Engeland  | Championship       | 43         | 1          | 1          | 5     | 1     | 2     | —              | —              | —              | 48     | 2      | 3      |
| 2013/14 | Leicester City      | Vlag van Engeland  | Championship       | 36         | 2          | 5          | 2     | 0     | 1     | —              | —              | —              | 38     | 2      | 6      |
| 2014/15 | Leicester City      | Vlag van Engeland  | Premier League     | 26         | 0          | 1          | 2     | 0     | 0     | —              | —              | —              | 28     | 0      | 1      |
| 2015/16 | Leicester City      | Vlag van Engeland  | Premier League     | 12         | 1          | 0          | 3     | 0     | 0     | —              | —              | —              | 15     | 1      | 0      |
| 2015/16 | → Middlesbrough FC  | Vlag van Engeland  | Championship       | 10         | 0          | 1          | 0     | 0     | 0     | —              | —              | —              | 10     | 0      | 1      |
| 2016/17 | Aston Villa         | Vlag van Engeland  | Championship       | 3          | 0          | 0          | 0     | 0     | 0     | —              | —              | —              | 3      | 0      | 0      |
| 2017/18 | Aston Villa         | Vlag van Engeland  | Championship       | 5          | 0          | 0          | 4     | 0     | 1     | —              | —              | —              | 9      | 0      | 1      |
| 2017/18 | → Royal Antwerp FC  | Vlag van België    | Jupiler Pro League | 14         | 0          | 0          | 0     | 0     | 0     | —              | —              | —              | 14     | 0      | 0      |
| 2018/19 | Aston Villa         | Vlag van Engeland  | Championship       | 0          | 0          | 0          | 2     | 0     | 0     | —              | —              | —              | 2      | 0      | 0      |
| 2018/19 | → Melbourne City FC | Vlag van Australië | A-League           | 25         | 7          | 1          | 1     | 0     | 0     | —              | —              | —              | 26     | 7      | 1      |
| 2019/20 | Royal Antwerp FC    | Vlag van België    | Jupiler Pro League | 22         | 0          | 0          | 4     | 1     | 0     | 2              | 0              | 0              | 28     | 1      | 0      |
| 2020/21 | Royal Antwerp FC    | Vlag van België    | Jupiler Pro League | 39         | 0          | 0          | 2     | 1     | 0     | 7              | 1              | 0              | 48     | 2      | 0      |
| 2021/22 | Royal Antwerp FC    | Vlag van België    | Jupiler Pro League | 33         | 1          | 2          | 1     | 0     | 0     | 8              | 0              | 0              | 42     | 1      | 2      |
| 2022/23 | Royal Antwerp FC    | Vlag van België    | Jupiler Pro League | 32         | 1          | 4          | 6     | 1     | 0     | 6              | 0              | 0              | 44     | 2      | 4      |
| 2023/24 | Royal Antwerp FC    | Vlag van België    | Jupiler Pro League | 24         | 0          | 2          | 4     | 1     | 0     | 6              | 0              | 0              | 34     | 1      | 2      |
| Totaal  | Totaal              | Totaal             | Totaal             | 379        | 14         | 14         | 34    | 4     | 4     | 23             | 1              | 0              | 396    | 19     | 18     |

Bijgewerkt tot en met 16 juni 2023.

## Interlandcarrière
Hij werd op 27 mei 2009 door de Belgische bondscoach Franky Vercauteren opgenomen in de selectie voor de Kirin Cup.Hij viel in, in de wedstrijd tegen Chili. De wedstrijd eindigde op 1-1. De 2de wedstrijd tegen Japan startte hij. De wedstrijd werd 4-0 verloren. Hij werd nadien nog 1 x opgeroepen. Dit voor een wk-kwalificatie wedstrijd tegen Spanje.

## Erelijst
| Competitie              |                   |                   |                   |                   |
| Competitie              | Aantal            | Jaren             |                   |                   |
| Manchester United       | Manchester United | Manchester United | Manchester United | Manchester United |
| ----------------------- | ----------------- | ----------------- | ----------------- | ----------------- |
| Kampioen Premier League | 1x                | 2008/09           |                   |                   |
| Leicester City          |                   |                   |                   |                   |
| Kampioen Championship   | 1x                | 2013/14           |                   |                   |
| Kampioen Premier League | 1x                | 2015/16           |                   |                   |
| Royal Antwerp           |                   |                   |                   |                   |
| Kampioen Eerste klasse  | 1x                | 2022/23           |                   |                   |
| Beker van België        | 2×                | 2019/20, 2022/23  |                   |                   |
| Belgische Supercup      | 1x                | 2023              |                   |                   |